# 旭川鉄道少年団
旭川鉄道少年団（あさひかわてつどうしょうねんだん）は、「財団法人交通道徳協会」が運営する少年・少女育成団体、鉄道少年団の札幌支部にあたる。略称は「旭川鉄少」である。事務局は、JR北海道旭川支社内。

## 概要
2006年に札幌鉄道少年団の分団として設立され、2009年4月に全国55番目の鉄道少年団として正式登録。
団員数は2021年時点で14人。活動頻度は月に一回程度となっている。
基本は駅周辺清掃などを行っている。たびたび札幌鉄道少年団と合同で活動をすることもある。
観光列車の車内などでゴミ袋を配布する「車内実践」、駅周辺での清掃活動を行うなど多種多様な活動を行っている。
富良野・美瑛ノロッコ号では出発式に出演するなど、積極的な活動を行っている。